# Sielsowiet Brodnica
Sielsowiet Brodnica (biał. Бродніцкі сельсавет, Brodnicki sielsawiet; ros. Бродницкий сельсовет) – sielsowiet na Białorusi, w obwodzie brzeskim, w rejonie janowskim, z siedzibą w Brodnicy.

## Demografia
Według spisu z 2009 sielsowiet Brodnica zamieszkiwało 3175 osób, w tym 2838 Białorusinów (89,39%), 215 Ukraińców (6,77%), 58 Rosjan (1,83%), 48 Romów (1,51%), 3 Ormian (0,09%), 3 Litwinów (0,09%), 1 Polak (0,03%), 3 osoby innych narodowości i 6 osób, które nie podały żadnej narodowości.

## Geografia i transport
Sielsowiet położony jest na Polesiu, w środkowowschodniej części rejonu janowskiego. Największymi rzekami są Pina oraz jej dopływ Filipówka. Na jego terytorium znajduje się Rezerwat Biologiczny Abrou.
Przez sielsowiet przebiegają linia kolejowa Łuniniec – Żabinka oraz droga magistralna M10.

## Miejscowości
- agromiasteczka:
  - Brodnica
  - Jajeczkowicze
- wsie:
  - Jaksza
  - Jewłasze
  - Juchnowicze
  - Kacki
  - Ludynowicze
  - Obrowo
  - Piotrowicze
  - Potapowicze
  - Ryłowicze
  - Sułowy